# Кондратово (Ленинградская область)
Кондратово — деревня в Бокситогорском городском поселении Бокситогорского района Ленинградской области.

## История
На семитопографической карте Новгородской губернии 1847 года деревня не упоминается.

КОНДРАТОВО — деревни Крутикского общества, прихода Пярдомского погоста. 

Крестьянских дворов — 8. Строений — 26, в том числе жилых — 12.

Число жителей по семейным спискам 1879 г.: 14 м. п., 19 ж. п.; по приходским сведениям 1879 г.: 17 м. п., 22 ж. п.

В конце XIX — начале XX века деревня административно относилась к Большегорской волости 3-го земского участка 1-го стана Тихвинского уезда Новгородской губернии.

КОНДРАТОВО — деревня Крутикского общества, дворов — 11, жилых домов — 17, число жителей: 28 м. п., 35 ж. п.
 
Занятия жителей — земледелие, лесные промыслы. Колодец.  (1910 год)

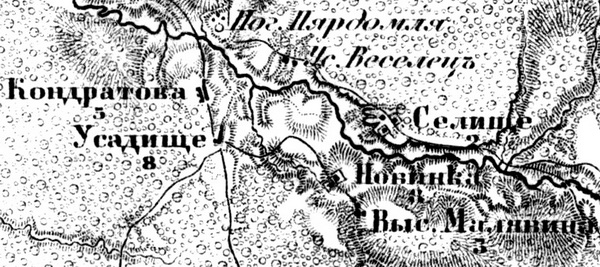
Деревня Кондратово на карте 1913 года

Согласно карте Новгородской губернии 1913 года деревня называлась Кондратова и насчитывала 5 крестьянских дворов.
С 1917 по 1918 год деревня входила в состав Большегорской волости Тихвинского уезда Новгородской губернии.
С 1918 года в составе Череповецкой губернии.
С 1927 года в составе Пярдомльского сельсовета Тихвинского района.
С 1928 года в составе Борского сельсовета.
Согласно карте Ленинградской области Северо-западного аэрогеодезического треста ГГУ издания 1932 года деревня насчитывала 7 крестьянских дворов, в деревне находилась водяная мельница.
По данным 1933 года деревня Кондратово входила в состав Борского сельсовета Тихвинского района.
С 1952 года в составе Бокситогорского района.
В 1956 году население деревни составляло 101 человек.
С 1963 года вновь в составе Тихвинского района.
С 1965 года вновь в составе Бокситогорского района. В 1965 году население деревни составляло 51 человек.
По данным 1966, 1973 и 1990 годов деревня Кондратово также входила в состав Борского сельсовета.
В 1997 году в деревне Кондратово Борской волости проживали 9 человек, в 2002 году — 5 человек (все русские).
В 2007 году в деревне Кондратово Бокситогорского ГП проживали 2 человека, в 2010 году — 3.

## География
Деревня расположена в западной части района к югу от районного центра, города Бокситогорска.
Расстояние до административного центра поселения — 1 км.
Деревня находится на левом берегу реки Пярдомля.

## Демография
| 1997 | 2002 | 2007 | 2010 | 2017 |
| ---- | ---- | ---- | ---- | ---- |
| 9    | ↘5   | ↘2   | ↗3   | ↗4   |

### Национальный состав
Согласно данным Всероссийской переписи населения 2021 года в деревне проживали 8 человек, из них:
 русские — 7, другие национальности — 1 человек.